# Берегаццо-кон-Фильяро
Берегаццо-кон-Фильяро (итал. Beregazzo con Figliaro) — коммуна в Италии, находится в регионе Ломбардия, подчиняется административному центру Комо.
Население составляет 2309 человек, плотность населения составляет 770 чел./км². Занимает площадь 3 км². Почтовый индекс — 22070. Телефонный код — 031.
Покровителями коммуны почитаются святые Иларий и Ремигий (Figliaro), празднование в третье воскресение сентября, и святые апостолы Пётр и Павел (Beregazzo).